# Tetragonopterus chalceus
Tetragonopterus chalceus és una espècie de peix d'aigua dolça la família dels caràcids i de l'ordre dels caraciformes.

## Morfologia
- Els mascles poden assolir 12 cm de llargària total.[4][5]

## Hàbitat
Viu a àrees de clima tropical entre 20 °C - 28 °C de temperatura.

## Distribució geogràfica
Es troba a Sud-amèrica, a les conques dels rius Amazones, São Francisco i Orinoco, i rius costaners de les Guaianes.